# Stabat Mater (Caldara)
Pour les articles homonymes, voir Stabat Mater.
Stabat Mater est un oratorio pour chœur mixte, deux violons, alto, deux trombones et basse continue du compositeur vénitien Antonio Caldara, composé en 1726 sur un livret de Jacopone da Todi. Le livret repose sur la séquence éponyme du missel romain.

## Structure
| Adagio  | I.    | Stabat Mater dolorosa Juxta crucem lacrimosa dum pendebat Filius.                                      |
| Adagio  | II.   | Cuius animam gementem, contristatam et dolentem, pertransivit gladius.                                 |
| Adagio  | III.  | Quis est homo qui non fleret, Matrem Christi si videret in tanto supplicio ?                           |
| Adagio  | IV.   | Sancta Mater, istud agas, Crucifixi fige plagas cordi meo valide.                                      |
| Largo   | V.    | Tui nati vulnerati, tam dignati pro me pati, pœnas mecum divide.                                       |
| Andante | VI.   | Fac me tecum pie flere, Crucifixo condolere, donec ego vixero.                                         |
| Andante | VII.  | Iuxta crucem tecum stare, et me tibi sociare in planctu desidero.                                      |
| Largo   | VIII. | Virgo virginum præclara, mihi iam non sis amara : fac me tecum plangere.                               |
| Largo   | IX    | Fac ut portem Christi mortem, passionis fac consortem, et plagas recolere.                             |
| Largo   | X.    | Flammis ne urar succensus per te Virgo, sim defensus in die judicii                                    |
| Adagio  | XI.   | Christe, cum sit hinc exire, da per Matrem me venire ad palmam victoriae. Quando coprus morietur [...] |
| Andante | XII.  | [...] Paradisi gloria. Amen ! In sempiterna sæcula. Amen.                                              |